# Love Has Remembered Me
«Love Has Remembered Me» —en español: «El amor me ha recordado»— es una canción interpretada por la banda canadiense de rock April Wine y fue compuesta por Myles Goodwyn.  Se encuentra originalmente como el quinto tema del álbum Walking Through Fire, lanzado en 1985 por Aquarius Records y Capitol Records en Canadá y el resto del mundo respectivamente.

## Lanzamiento y recepción
En 1985, «Love Has Remembered Me» fue publicado como sencillo, siendo el segundo del disco Walking Through Fire.  Fue producido por Myles Goodwyn y Lance Quinn. La canción secundaria de este sencillo es «Anejo» —«Añejo» en castellano—, melodía escrita por Goodwyn.
El 14 de diciembre de 1985 «Love Has Remembered Me» se colocó en la 89.ª posición del listado de los 100 sencillos más populares de la revista especializada RPM Magazine, esto en Canadá.

## Lista de canciones
| Cara A |                          |               |          |  |
| N.º    | Título                   | Escritor(es)  | Duración |  |
| 1.     | «Love Has Remembered Me» | Myles Goodwyn | 4:07     |  |

| Cara B |         |               |          |  |
| N.º    | Título  | Escritor(es)  | Duración |  |
| 2.     | «Anejo» | Myles Goodwyn | 5:01     |  |
| 9:08   |         |               |          |  |

## Créditos
- Myles Goodwyn — voz principal, guitarra y teclados
- Brian Greenway — guitarra y coros
- Jean Pellerin — bajo
- Daniel Barbe — teclados
- Marty Simon — batería

## Posicionamiento en las listas
| Año  | País   | Lista                        | Posición máxima |
| ---- | ------ | ---------------------------- | --------------- |
| 1985 | Canadá | RPM Magazine Top 100 Singles | 89.º            |